# سيد واطسون
سيد واطسون (بالإنجليزية: Sid Watson)‏ (12 ديسمبر 1927 في المملكة المتحدة - 1 سبتمبر 2021) هو لاعب كرة قدم بريطاني في مركز نصف الجناح. لعب مع نادي مانسفيلد تاون وإيكستون تاون ‏.

## وصلات خارجية
- سيد واطسون على موقع قاعدة بيانات كرة القدم.إي يو (الإنجليزية)